# 佐々木裕 (ミュージシャン)
佐々木 裕（ささき ひろし）は、日本の作曲家、編曲家、ギタリスト。スマイルカンパニー所属。

## 提供作品
天月-あまつき-
- 「虹の向こうへ」（編曲）
- 「星月夜」（編曲）
- 「未来の星命」（編曲）
- 「ミュージック!」（編曲）
- 「ユメミルブリキ」（編曲）
- 「地球最後の告白を」（編曲）
- 「グッバイドラマチック」（編曲）
- 「This Night」（編曲）

井口裕香
- 「rainbow heart ♡ rainbow dream ☆」（編曲）
- 「Hey World」（編曲）
- 「指先ファンタジー」（編曲）
- 「リトルチャームファング」（編曲）
- 「Valentine Eve」（編曲）
- 「RE-ILLUSION」（編曲）
- 「なんとなくの話」（編曲）
- 「ポニーテール」（編曲）
- 「shakedown」（作曲・編曲）
- 「JOY」（編曲）
- 「キミとボク」（編曲）
- 「革命前夜」（編曲）
- 「blue moon」（作曲・編曲）

伊藤緑茶
- 「解放作法」（作曲・編曲）

岩佐美咲
- 「赤いスイートピー」（編曲）
- 「ハナミズキ」（編曲）
- 「履物と傘の物語〈岩佐美咲バージョン〉」（編曲）

浦島坂田船
- 「#嘲笑ポラロイド」（編曲）
- 「花鳥風月」（編曲）
- 「年に一夜の恋模様」（編曲）

A応P
- 「カミサマと金魚」（編曲）
- 「青春セッション PARADISE」（編曲）
- 「Cotona MODE」（編曲）
- 「問答無用でGo!!」（編曲）

AKB48グループ
- AKB48
  - 「君について」（編曲）
  - 「隣人は傷つかない」（作曲・編曲）
  - 「大人への道」（編曲）
  - 「バラの果実」（編曲）
  - 「推定マーマレード」（編曲）
  - 「Mosh & Dive」（編曲）
  - 「君の嘘を知っていた」（作曲・編曲）
  - 「秘密のダイアリー」（作曲・編曲）
  - 「ラブラドール・レトリバー」（編曲）
  - 「愛しきライバル」（編曲）
  - 「ひと夏の反抗期」（編曲）
  - 「初めてのドライブ」（編曲）
  - 「歌いたい」（編曲）
  - 「Green Flash」（編曲）
  - 「僕たちは戦わない」（編曲）
  - 「水の中の伝導率」（編曲）
  - 「唇にBe My Baby」（編曲）
  - 「やさしい place」（作曲・編曲）
  - 「なんか、ちょっと、急に…」（編曲）
  - 「LOVE TRIP」（編曲）
  - 「光の中へ」（編曲）
  - 「ハイテンション」（編曲）
  - 「シュートサイン」（編曲）
  - 「10クローネとパン」（編曲）
  - 「Stoicな美学」（編曲）
  - 「Oh! Baby!」（編曲）
  - 「切ないリプライ」（編曲）
  - 「トイプードルと君の物語」（編曲）
  - 「誰が私を泣かせた?」（編曲）
  - 「Prime time」（編曲）
  - 「She's gone」（編曲）
  - 「ウィンクの銃弾」（編曲）
  - 「奇跡のドア」（編曲）

- AKB48 チームサプライズ
  - 「最後にアイスミルクを飲んだのはいつだろう?」（作曲・編曲）
  - 「美しい狩り」（編曲）

- SKE48
  - 「ハレーション」（編曲）
  - 「美しい稲妻」（編曲）
  - 「Mayflower」（編曲）
  - 「S子と嘘発見器」（編曲）
  - 「恋よりもDream」（編曲）
  - 「コケティッシュ渋滞中」（編曲）
  - 「音を消したテレビ」（作曲・編曲）
  - 「夜の教科書」（作曲・編曲）
  - 「パーティーには行きたくない」（編曲）
  - 「無意識の色」（編曲）
  - 「拗ねながら、雨…」（編曲）
  - 「ゼロベース」（編曲）

- NMB48
  - 「存在してないもの」（編曲）
  - 「恋愛被害届け」（編曲）
  - 「眠くなるまで羊は出て来ない」（編曲）
  - 「届かなそうで届くもの」（編曲）
  - 「さや姉」（作曲・編曲）
  - 「もう裸足にはなれない」（編曲）
  - 「スターになんてなりたくない」（編曲）
  - 「心の文字を書け!」（編曲）
  - 「空腹で恋愛をするな」（編曲）
  - 「太陽が坂道を昇る頃」（編曲）
  - 「もう一度、走り出してみようか?」（編曲）
  - 「やさしさの稲妻」（編曲）
  - 「ダンシングハイ」（編曲）
  - 「with my soul」（編曲）
  - 「僕は愛されてはいない」（編曲）
  - 「カトレアの花を見る度に思い出す」（編曲）
  - 「何度も狙え!」（作曲）
  - 「不毛の土地を満開に…」（編曲）

- HKT48
  - 「キレイゴトでもいいじゃないか?」（編曲）
  - 「泥のメトロノーム」（編曲）
  - 「既読スルー」（編曲）
  - 「覚えてください」（編曲）
  - 「微笑みポップコーン」（編曲）
  - 「抱いてツインテール」（編曲）
  - 「しぇからしか!」（編曲）
  - 「Make noise」（編曲）
  - 「バグっていいじゃん」（編曲）
  - 「2018年の橋」（編曲）

- NGT48
  - 「Soft serve」（作曲・編曲）
  - 「はっきり言って欲しい」（編曲）

- SDN48
  - 「GAGAGA」（編曲）
  - 「MIN・MIN・MIN」（編曲）

- フレンチ・キス
  - 「6月29日」（編曲）

- Not yet
  - 「爆発プロフェッサー」（編曲）

- ラブ・クレッシェンド
  - 「今夜はShake it !」（編曲）

- 藤田奈那
  - 「右足エビデンス」（編曲）

XYZ
- 「CocktaiL」（編曲）

ELISA
- 「ミレナリオ」（編曲）
- 「Awake」（編曲）
- 「紙飛行機」（編曲）

大橋彩香
- 「I knew the end of love」（編曲）

岡本信彦
- 「Miseries of life」（編曲）
- 「Knight’s Courage」（編曲）
- 「Love Labyrinth」（編曲）
- 「Sniper」（作詞・作曲・編曲）
- 「Good Good Time」（編曲）

神谷浩史
- 「VIVA LA FESTA!!」（作曲・編曲）
- 「明日へのバトン」（作曲・編曲）

KAmiYU
- 「beyond the light」（作曲・編曲）

可憐Girl's
- 「とっぷし〜くれっと」（編曲・プログラミング・サウンドプロデュース）
- 「Bye! Bye! Bye!」（編曲）

剛力彩芽
- 「up!! up!!」（編曲）

CONNECT
- 「コネ☆セン」（作曲・編曲）

StylipS
- 「セーシュンプラン! (Party Style)」（編曲）

高橋みなみ
- 「破れた羽根」（編曲）

田村ゆかり
- 「レリーフのひとかけら」（作曲）
- 「まだ好きでいさせて」（作曲・編曲）
- 「砂のオベリスク」（作曲・編曲）
- 「Lost Sequence」（作曲・編曲）
- 「ひとりあやとり」（作曲・編曲）

平野綾
- 「キセキノイロ」（作曲）

藤澤ノリマサ
- 「Sing A Song」（編曲）

前田敦子
- 「君は僕だ」（編曲）
- 「風のアコーディオン」（編曲）

まふまふ
- 「水彩銀河のクロニクル」（編曲）
- 「曼珠沙華」（編曲）
- 「君のくれたアステリズム」（編曲）
- 「百鬼夜行」（作曲·編曲）(作曲はまふまふ と共作)

Rev. from DVL
- 「君がいて僕がいた」（作曲）

夢みるアドレセンス
- 「20xx」（作曲）

ラストアイドル
- 「デジャヴュじゃない(ちぇか)」（編曲）

和田アキ子
- 「今でもあなた」（編曲）

渡辺麻友
- 「トライアングラー」（編曲）

坂道シリーズ
- 乃木坂46
  - 「左胸の勇気」（編曲）
  - 「行くあてのない僕たち」（編曲）
  - 「知りたいこと」（作曲・編曲）
  - 「誰かは味方」（編曲）
  - 「傾斜する」（編曲）
  - 「Rewindあの日」（編曲）
  - 「全部 夢のまま」（編曲）
  - 「不道徳な夏」（編曲）

- 欅坂46
  - 「W-KEYAKIZAKAの詩」（編曲）
  - 「危なっかしい計画」（編曲）
  - 「コンセントレーション」（作曲・編曲）

- 櫻坂46
  - 「Make or Break」（編曲）

- 日向坂46
  - 「ハロウィンのカボチャが割れた」（編曲）
  - 「Dash&Rush」（編曲）
  - 「See Through」（作曲・編曲）

ジャニーズ事務所関連
- A.B.C-Z
  - 「S L Boy」（作曲・編曲）
  - 「花言葉」（作詞・作曲）
  - 「Mr.Dream」（編曲）

- NEWS
  - 「Liar」（ha-jと共編曲）

STPR Records関連
- すとぷり
  - 「朝の夕陽」（作曲・編曲）

- さとみ×ころん
  - 「天使に口付け」（作曲・編曲）
  - 「もっと」（作曲・編曲）

- KnightA-騎士A-
  - 「クリスマスはいらない」（作曲・編曲）

- AMPTAKxCOLORS
  - 「Melting Love」（作曲・編曲）

### アニメ・ゲームソング
アイドルマスターシリーズ
- 「Precious Grain」（作曲・編曲）
- 「ハッピー☆ラッキー☆ジェットマシーン」（編曲）
- 「夏時間グラフィティ」（作曲・編曲）
- ｢Radiant Letter」（作曲・編曲）

アウトブレイク・カンパニー
- 「トキメキTarget」（編曲）

アンジェリーク エトワール
- 「Real Change」（作曲・編曲）

THE UNLIMITED 兵部京介
- 「ミライノサキヘ」（編曲）
- 「BRIGHTEST LIGHT Minamoto arrange」（作曲・編曲）

IS 〈インフィニット・ストラトス〉
- 「たいむいずらぶ!」（編曲）

 カードファイト!! ヴァンガード
- 「限界BREAKTHROUGH」（作曲・編曲）
- 「THE END OF TURN」（作曲・編曲）

ガールズ&パンツァー
- 「Enter Enter MISSION」（共作曲・編曲）（作曲は矢吹香那と共作）

会長はメイド様!
- 「恋花」（編曲・プログラミング・ギター）
- 「Never Give Up!」（編曲・プログラミング・ギター）
- 「Butterfly」（編曲・プログラミング・ギター）
- 「Be Myself」（編曲・プログラミング・ギター）
- 「My Sweet Home」（編曲・プログラミング・ギター）
- 「しゃ・ぼん・だ・ま」（編曲・プログラミング・ギター）
- 「全力行進曲」（編曲・プログラミング）
- 「Shining Days」（編曲・プログラミング）
- 「Ring a Bell」（編曲・プログラミング）
- 「HANA-UTA」（作曲・編曲・プログラミング）
- 「Magic of Love」（編曲・プログラミング・ギター）

がっこうぐらし!
- 「ふ・れ・ん・ど・し・た・い」（編曲）
- 「ピンクのハートボール」（編曲）
- 「空に私のサンシャイン」（編曲）
- 「カラフル・ミラクル・バルーーーーン」（編曲）
- 「Yummy Yappy Recipe」（作曲・編曲）
- 「あなたとSTORY」（編曲）

彼女がフラグをおられたら
- 「Sweetest Boy」（作曲）

神のみぞ知るセカイ
- 「コイノシルシ from Mio」（編曲）
- 「月の夜に逢いましょう」（編曲）
- 「キズナノユクエ from Tsukiyo」（編曲）
- 「サマーボーイ」（編曲）
- 「君色ラブソング」（編曲）
- 「ろまんてぃっく愛情」（編曲）
- 「トゥインクル☆スター」（編曲）
- 「Dang Dang 気になる!」（編曲）
- 「夢は終わらない 〜こぼれ落ちる時の雫〜」（編曲）

機動戦士ガンダムAGE
- 「DETERMINATIONS OF THE AVENGER」（作曲・編曲）

キャプテン翼（第4作）
- 「燃えてヒーロー」（編曲）

金色のコルダ
- 「My word 〜約束〜」（作曲・編曲）
- 「お前ってヤツは!」（作曲・編曲）
- 「Absinthe -夢幻-」（作曲・編曲）
- 「星のカケラ」（作曲・編曲）
- 「2nd STAGE」（作曲・編曲）

黒子のバスケ
- 「平凡えれじい」（作曲・編曲）
- 「QUICK START」（作曲・編曲）
- 「Bring it on now!!」（作曲・編曲）
- 「Breaking through!!」（作曲・編曲）

この中に1人、妹がいる!
- 「Actress Game!」（編曲）

小林さんちのメイドラゴン
- 「Believe in Myself」（作曲・編曲）

最近、妹のようすがちょっとおかしいんだが。
- 「ワタシはワタシ?」（作曲・編曲）

さばげぶっ!
- 「I NEED "JYU"!」（作曲・編曲）

真・三國無双
- 「Red Passion」（作曲）

スタミュ
- 「MY FRIEND 〰僕でよければ〜」（編曲）

絶対可憐チルドレン
- 「No Surrender」（編曲）

009 RE:CYBORG
- 「赤い靴」（編曲）

戦国無双
- 「風と雲の掟」（作曲・編曲）
- 「愛と義の嵐!」（作曲・編曲）
- 「侍魂 〜KIZUNA〜」（作曲・編曲）
- 「活人剣 〜念は剣よりも強し〜」（作曲・編曲）

TIGER & BUNNY
- 「ICE DOLL」（作曲・編曲）
- 「愛♡Scream!!!」（編曲）

デート・ア・ライブ
- 「恋のEveryDay☆HappyDay」（編曲）

テニスの王子様
- 「黒色のオーラ」（作曲・編曲）
- 「COPY COMPLETE」（作曲）

To LOVEる -とらぶる-
- 「ナ・ナ・フ・シ・ギ」（編曲）
- 「そして君と恋をする from ナナ」（編曲）
- 「Dangerous Game」（編曲）

ノブナガ・ザ・フール
- 「SIDE BY SIDE」（作曲・編曲）

八犬伝 -東方八犬異聞-
- 「OUTLIVE」（作曲・編曲）
- 「WING TO THE TRUE SMILE」（作曲・編曲）

ハヤテのごとく! 
- 「妹、カッコかり!」（編曲）
- 「善き少女のためのパヴァーヌ」（編曲）
- 「急がばスマイル!」（編曲）
- 「ダイキライは恋のはじまり」（編曲）
- 「ナ・ノ・キ・ス」（編曲）
- 「決心」（作曲・編曲）
- 「Girls Power CARNIVAL!!」（編曲）
- 「1ミリ」（編曲）
- 「ダイキライは恋のはじまり」（作曲・編曲）

HUNTER×HUNTER
- 「TELL ME」（編曲）

氷菓
- 「フェードin/out」（編曲）
- 「いつか僕らのエピローグ」（編曲）

響け!ユーフォニアム
- 「Little-Note」（作曲・編曲）

Free!
- 「FUN!!」（作曲・編曲）
- 「水中飛行論における多角的アプローチ」（作曲・編曲）

夢色キャスト
- 「心の鎖を解かれたら」（作曲・編曲）
- 「人々よ彼方への道よ」（作曲・編曲）
- 「陽は昇る誰の為にか」（作曲・編曲）

ラブφサミット
- 「LOVE CONNECTION」（編曲）

ラブライブ!
- 「START:DASH!!」（作曲・編曲）
- 「どんなときもずっと」（作曲・編曲）
- 「微熱からMystery」（作曲・編曲）
- 「Cutie Panther」（作曲・編曲）
- 「ふたりハピネス」（作曲・編曲）
- 「乙女式れんあい塾」（作曲・編曲）
- 「CheerDay CheerGirl!」（作曲・編曲）
- 「Silent tonight」（作曲・編曲）
- 「WAO-WAO Powerful day!」（作曲・編曲）
- 「春情ロマンティック」（作曲・編曲）

れでぃ×ばと!
- 「きゅんきゅんドリルドール」（編曲）